# О знаменитых мужах (Геннадий Марсельский)
О знамени́тых мужа́х (лат. De viris illustribus) — сочинение Геннадия Массилийского, законченное в 480 или в 492—495 годах.

## О знаменитых мужах
Книга Геннадия представляет собой продолжение одноимённого труда Иеронима Стридонского, оно написано в подражании книги Иеронима. После смерти Геннадия несколько раз редактировалась и дополнялась (например, главы 30, 87, 96).
Книга состоит из предисловия и 100 глав. Следуя Иерониму, каждая глава содержит краткую биография одного из 100 выдающихся деятелей: отцов церкви и церковных писателей, в том числе еретиков. Главы, посвящённые каждому автору в основном, располагаются в хронологической последовательности.
Ценной особенностью его труда является включение биографий известных христианских писателей, современников Иеронима, которых тот по какой-то причине не упомянул в своей книге (Руфин Аквилейский, Пруденций, Сульпиций Север и другие). Книга содержит не только ценные сведения о жизни знаменитых людей, но и сведения о их сочинениях, многие из которых не сохранились до наших дней. Предисловие книги посвящено Иерониму Стридонскому, а в последней, сотой главе, Геннадий Массилийский кратко повествует о себе самом. 

## Содержание книги
- Предисловие.
- 1. Яков Мудрый, епископ персидского города Низибены.
- 2. Юлий, епископ Римский.
- 3. Павлин, пресвитер.
- 4. Вителлий Афр.
- 5. Макробий, пресвитер.
- 6. Гелиодор, пресвитер.
- 7. Пахомий, монах.
- 8. Феодор, пресвитер.
- 9. Оресиесий, монах.
- 10. Макарий Египетский.
- 11. Евагрий, монах.
- 12. Феодор, пресвитер.
- 13. Пруденций.
- 14. Ауденций, епископ Испанский[англ.].
- 15. Коммодиан.
- 16. Фаустин, пресвитер.
- 17. Руфин, пресвитер Аквилейский.
- 18. Тихоний Африканский.
- 19. Север Сульпиций.
- 20. Антиох, епископ.
- 21. Севериан, епископ Габаленской церкви.
- 22. Никей, епископ Ремесианский.
- 23. Олимпий, епископ.
- 24. Бахиарий[исп.][3].
- 25. Савватий, епископ Галликанской церкви.
- 26. Исаак.
- 27. Урсин, монах.
- 28. Макарий, монах.
- 29. Гелиодор, пресвитер Антиохийский.
- 30. Иоанн, епископ Иерусалимский[4].
- 31. Павел, епископ.
- 32. Гельвидий, ученик Авксентия.
- 33. Феофил, епископ Александрийский.
- 34. Евсевий[англ.].
- 35. Вигиланций, пресвитер.
- 36. Симплициан, епископ Медиоланский.
- 37. Вигилий, епископ.
- 38. Августин Африканский.
- 39. Орозий, пресвитер.
- 40. Максим, епископ Тавриненской церкви.
- 41. Петроний, епископ Болонской церкви.
- 42. Пелагий, ересиарх.
- 43. Иннокентий, епископ Римский.
- 44. Целестий[англ.].
- 45. Юлиан, епископ Кампанский.
- 46. Лукиан, пресвитер.
- 47. Авит, пресвитер.
- 48. Павлин, епископ Ноланский.
- 49. Евтропий, пресвитер.
- 50. Евагрий.
- 51. Вигилий, диакон.
- 52. Аттик, епископ Константинопольский.
- 53. Несторий, ересиарх.
- 54. Целестин, епископ Римский.
- 55. Феодот, епископ Анкиры Галатской[англ.].
- 56. Фастидий, епископ Британский.
- 57. Кирилл, епископ Александрийской церкви.
- 58. Тимофей, епископ.
- 59. Лепор, пресвитер.
- 60. Виктор Массилийский, ритор.
- 61. Кассиан из Скифии.
- 62. Филипп, пресвитер.
- 63. Евхерий, пресвитер Лугдунской церкви.
- 64. Винцентий из Галлии, пресвитер.
- 65. Сиагрий.
- 66. Исаак, пресвитер Антиохийской церкви.
- 67. Сальвиан, пресвитер Массилийской церкви.
- 68. Павлин.
- 69. Иларий, епископ Арелатский.
- 70. Лев, епископ Римский.
- 71. Мохим, пресвитер Месопотамский.
- 72. Тимофей.
- 73. Асклепий Афр, епископ Байенский.
- 74. Петр, пресвитер Эдесской церкви.
- 75. Павел из Паннонии, пресвитер.
- 76. Пастор, епископ.
- 77. Виктор, епископ Картены Мавретанской.
- 78. Воконий, епископ города Касталланы.
- 79. Мисий, пресвитер Массилийской церкви.
- 80. Винцентий из Галлии, пресвитер.
- 81. Кир из Александрии.
- 82. Самуил, пресвитер Эдесской церкви.
- 83. Клавдиан, пресвитер Вьеннской церкви.
- 84. Проспер, родом из Аквитании.
- 85. Фауст.
- 86. Цезарий, епископ Арелатской церкви.
- 87. Сервус Деи, епископ Tiburcisen.
- 88. Викторий, родом из Аквитании.
- 89. Феодорит, епископ города Кира.
- 90. Геннадий, епископ Константинопольской церкви.
- 91. Феодул Келесирский, пресвитер.
- 92. Сидоний, епископ Арвернский.
- 93. Иоанн.
- 94. Геласий, епископ Римский.
- 95. Гонорат, епископ города Константины.
- 96. Цереалий, епископ Касталланский.
- 97. Евгений, епископ Карфагенский.
- 98. Померий.
- 99. Гонорат, епископ Массилийской церкви.
- 100. Геннадий Массилийский.